# Oust-Ordynski
Oust-Ordynski  (en russe : Усть-Ордынский) est une commune urbaine de l'oblast d'Irkoutsk, en Russie. Sa population était estimée à 14 314 habitants en 2014.